# Teresa Banaś
Teresa Czesława Banaś (ur. 20 lipca 1940 w Zwiniaczu, zm. 11 stycznia 2023 w Polanicy-Zdroju) – profesor biochemii, specjalizująca się w enzymologii.
Była córką Bronisława i Olgi. Studia wyższe ukończyła w 1963 roku na Uniwersytecie Wrocławskim. Stopień doktora nauk chemicznych uzyskała na Politechnice Wrocławskiej w 1970 roku. Habilitację obroniła w 1985 roku na Akademii Medycznej we Wrocławiu. Tytuł profesora otrzymała w 1993 roku. Odznaczona Krzyżem Kawalerskim Orderu Odrodzenia Polski (2001).

## Wybrane publikacje
- Reactivity of the thiol groups of escherichia coli phosphofructo-1-kinase. „Biochim. Biophys. Acta”. 957, 1988.brak numeru strony
- The complete amino acid sequence of human muscle glyceraldehyde-3-phosphate dehydrogenase. „FEBS Letter”. 134, 1981.brak numeru strony